# Задлер, Василий Карлович
Василий Карлович (Вильгельм Филипп) Задлер (нем. Wilhelm Philipp Sadler; 1836—1899) — русский врач.

## Биография
Родился 11 марта 1836 года в Санкт-Петербурге, в семье врача — Карла Карловича Задлера и его супруги Юстины Леопольдины (урождённой Раух), дочери известного петербургского лейб-медика Егора Ивановича Рауха (1789—1864). Брат Л. К. Задлера.
В 1852—1853 годах учился на гимназическом отделении Петришуле, где также учились его братья и сестры. Следуя семейной династии, его прадед тоже был известным немецким офтальмологом, Вильгельм поступил в 1854 году на медицинский факультет Дерптского университета. В 1858 году он продолжил образование в Киевском университете, который окончил в 1861 году со званием врача. В 1864—1867 годах работал ассистентом хирурга в Киеве. В 1869—1874 годах — врачом в селе Бахмут Екатеринославской губернии (ныне город Артёмовск Донецкой области Украины). В 1875 году Василий Задлер защитил в Харькове диссертацию «О кровообращении в покоящейся, сокращенной и утомленной мышце живого животного», после чего в 1876—1884 работал старшим врачом в госпитале Перми. Затем — врачебным инспектором в Перми (1884—1886) и Чернигове (1886—1892).
Последние годы жизни провёл в Воронеже — с 1892 года как частнопрактикующий врач, с 1895 года — в качестве врачебного инспектора. Занимался общественной деятельностью — в 1896 году был избран членом попечительского общества Воронежского краеведческого музея; вместе с Витольдом Ростроповичем избирался членом Воронежского отдела Императорского Русского музыкального общества; в 1897 году был избран председателем Воронежского медицинского общества.
Умер 15 февраля 1899 года в Воронеже. Был перевезён в Петербург и похоронен на Смоленском лютеранском кладбище рядом со своим отцом.

### Семья
- Жена — Мария Шарлотта Марианна (урождённая Лютер, 1847—1890).
- Дети:
  - Георгий (1874—1934) — чиновник особых поручений в Статс-Секретариате Великого Княжества Финляндского;
  - Ольга (род. 1878) — жена своего кузена Карла Риттера;
  - Виктор (род. 1879) — переводчик, перевёл с немецкого языка сочинения по общественным наукам;
  - Николай (1884—1922) — выпускник Морского корпуса, впоследствии капитан 2-го ранга[1].